# Neqābād
Neqābād är en ort i Iran.   Den ligger i provinsen Östazarbaijan, i den nordvästra delen av landet, 400 km nordväst om huvudstaden Teheran. Neqābād ligger 1 792 meter över havet och antalet invånare är 234.
Terrängen runt Neqābād är huvudsakligen kuperad, men norrut är den bergig. Terrängen runt Neqābād sluttar söderut. Runt Neqābād är det ganska glesbefolkat, med 40 invånare per kvadratkilometer. Närmaste större samhälle är Tark, 10,8 km sydost om Neqābād. Trakten runt Neqābād består i huvudsak av gräsmarker.